# Ути-Арандзнак
Ути Арандзнак или Другой Ути, Другой Утик (арм. Ուտի Առանձնակ) — гавар древней провинции Утик. На севере Ути Арандзнака находился монастырь Гис, главным городом был Партав (совр. Барда).

## География
Утик Арандзнак находился в бассейне реки Трту (совр. Тертер), через который она и протекала.
С востока границей Ути Арандзнака служила река Кура. С севера и северо-запада была граница с гаваром Сакасена (провинция Утик), с юго-запада — Мец Куенк (провинция Арцах), с юга примыкал гавар Аран Рот (провинция Утик).
Здесь также располагалось известное поселение Каганкатуйк, в котором родился автор «Истории страны Алуанк» Мовсес Каганкатваци. На сегодняшний день бо́льшая часть Ути Арандзнака входит в состав Бардинского района Азербайджана.